# 대정한
대정한(大貞翰, ?~?)은 발해의 왕자이다.

## 생애
791년 8월, 부왕인 발해 문왕의 명에 따라 당나라에 파견되어 조공했으며, 숙위를 하기를 부탁했다.

## 참고 자료
- 유, 득공 (1784). 《발해고》. 신고(臣考).